# Won't Run Away
«Won't Run Away» es el segundo sencillo del sexto álbum de Sandra, Fading Shades. Fue el segundo y último en publicarse de este álbum. Se convirtió en el tercer sencillo en no tener ningún éxito, y primero en no recibir un vídeo musical.
El sencillo fue producido por Michael Cretu y Jens Gad, la letra fue escrita por Jens Gad y Klaus Hirschburger, y su música fue compuesta por Jens Gad. La carátula del sencillo fue diseñada en los estudios A.R.T.P.O.O.L. y la fotografía fue tomada por Bärbel Miebach.
La voz masculina que acompañaba a Sandra en la canción era la de Andy «Angel» Hard, cantante que también había prestado su voz en 1993 en el tema «Return to Innocence» del proyecto musical Enigma creado por Michael Cretu en 1990.
No entró en las listas musicales alemanas, pero sí alcanzó el número 83 en las listas radiadas del país.

## Sencillo
«Won't Run Away»
- CD sencillo

1. Radio Edit - 4:12
2. The Sunshine Mix - 7:34

- CD maxi

1. Radio Edit - 4:12
2. The Sunshine Mix - 7:34
3. Happy Dancer Mix - 4:57
4. Extended Guitar Mix - 6:26